# 18 messidor
18 prairial 18 thermidor
L'octidi 18 messidor, officiellement dénommé jour de la gesse, est le 288e jour de l'année du calendrier républicain.
C'était généralement le 6e jour du mois de juillet dans le calendrier grégorien.